# 수동자 (문법)
언어학에서, 수동자(grammatical patient) 혹은 피동주(undergoer) 혹은 대상(target)은 행동이 이행되는 상황의 관계자(participant)이거나, 혹은 그러한 관계자가 행동과 맺는 의미관계(thematic relation)를 말한다. 때때로, "주제(theme)"와 "수동자(patient)"는 같은 의미로도 사용된다.
그러나 각자 다른 의미로 사용하면, 수동자는 상태를 바꾸는 수신자(receiver)를 의미하지만("I crushed the car"), 주제는 상태를 바꾸지 않는 것을 설명한다("I have the car"). 이 정의에 따라, 상태동사(stative verb)는 주제에 영향을 주며, 동작동사(dynamic verb)는 수동자에 영향을 준다.

## 이론
보통 상황(situation)은 문장(sentence)이 지시하고, 행동(action)은 동사(verb)가 지시하며, 수동자는 명사구(noun phrase)가 지시한다.
예를 들어, "Jack ate the cheese"라는 문장에서, "the cheese"는 수동자이다. 일부 언어에서 수동자는 격(case)이 굴절(declension)되거나, 문법적 역할을 지시하도록 표지된다. 한국어나 일본어에서, 능동형 타동사가 사용되면 수동자는 각각 조사 '을•를'과 'を'가 붙으며, 비능동형 자동사나 형용사와 사용하면 수동자는 각각 '이•가'와 'が'가 붙는다. 현대 영어에서는, 명사에 문법적 역할을 표지하지 않는 대신 어순(word order)을 사용하며, 수동자성(patienthood)은 불규칙적으로 여러 방식으로 표현된다. 예를 들어, "eaten", "used", "paid", "employee" 등에서처럼 과거분사나 명사에 형태소(morpheme) "-en", "-ed", "-ee" 등을 붙인다.
수동자는 직접목적어(direct object)와 혼동되기도 한다. 그러나, 중대한 차이가 있다. 수동자는 의미론적(semantic) 특성을 지니며 구(phrase)의 의미에서 정의된다. 그러나 직접목적어는 통사론적(syntactic) 특성을 지니며 한 문장 구조에서 구의 역할에서 정의된다. 예를 들어, "The dog bites the man"에서, "the man"은 수동자이자 직접목적어에 해당한다. 반대로, "The man is bitten by the dog"라는 문장은 앞 문장과 같은 의미지만 문법구조가 다르다. "the man"은 여전히 수동자이지만 구의 주어(subject)가 되며,  "the dog"만이 행위자(agent)가 된다.

## 같이 보기
- 주어
- 행위자 혹은 동작주